# Пазл (фильм, 2018)
«Пазл» (англ. Puzzle) ― американская драма 2018 года режиссера Марка Тертлтоба, снятый по мотивам одноименного аргентинского фильма 2010 года. Премьера состоялась на кинофестивале Сандэнс в 2018 году. Затем компания Sony Pictures Classics приобрела права на фильм и выпустила его 27 июля 2018 года.

## Сюжет
Агнес ― домохозяйка из пригорода среднего класса и мать двух взрослых сыновей, Зигги и Гейба, которая, похоже, погрязла со своим мужем Луи в монотонной рутине. Она преданно служит своей семье. После того, как Агнес испекла торт, подала и убрала со стола после своего собственного дня рождения, она обнаруживает пазл из 1000 частей среди всех подарков, которые получила. Ей настолько понравилось его собирать, что она едет в Нью-Йорк, чтобы посетить магазин и купить еще несколько более сложных пазлов.
В магазине Агнес замечает рекламу, которая приводит ее к Роберту, бывшему чемпиону турнира по собиранию пазлов, который ищет нового партнера для участия в чемпионате в следующем месяце. Роберт ― богатый и замкнутый изобретатель, чья жена недавно ушла от него. Агнес заинтригована их различиями, в то время как Роберт удивлен неортодоксальным подходом Агнес к собиранию пазлов и считает ее находкой. Роберт просит ее встречаться с ним два раза в неделю, чтобы подготовиться к национальному турниру.
Она говорит семье, что ей нужно помочь тете, которая сломала ногу. Агнес разочарована сопротивлением мужа и шокирует свою семью, когда признается, что собирается на турнир. Она держит свои отношения с Робертом в секрете, так как влюбляется в него.
В последний день практики Агнес и Роберт сближаются и вступают в половую связь. В результате чего она поздно возвращается домой. По ее прибытии Луи, наконец, сталкивается с ней и спрашивает, не завела ли она роман. Агнес признается, что занималась сексом со своим партнером по пазлам (Робертом). На следующий день, в день турнира, Зигги готовит для нее завтрак. Агнес и Роберт выигрывают национальный турнир. Она сообщает сыновьям о своем успехе, но не говорит им, что скоро должна уехать в Брюссель, чтобы принять участие во Всемирном турнире по пазлам.
Агнес вместе со своими сыновьями и Ники отправляется в старый семейный загородный дом, который Луи согласился продать, чтобы мальчики могли осуществить свои мечты. Там Агнес звонит Роберту. Роберт напоминает ей о рейсе в Брюссель, на который они должны успеть. Агнес сообщает Роберту, что она не приедет на международный чемпионат. Вместо этого она садится на поезд до Монреаля и едет своей дорогой.

## В ролях
- Келли Макдональд ― Агнес
- Ирфан Хан ― Роберт
- Дэвид Денман ― Луи
- Бубба Вайлер ― Зигги
- Остин Абрамс ― Гейб
- Лив Хьюсон ― Никки

## Выход
Мировая премьера фильма состоялась на кинофестивале Сандэнс в 23 января 2018 года. 27 июля 2018 года она был выпущен в США.Его релиз для продажи на Blu-ray и DVD состоялся 13 ноября 2018 года.

## Прием
Фильм собрал 2 миллиона долларов в США и Канаде и 235 611 долларов в других странах, что в общей сложности составило 2,3 миллиона долларов по всему миру, в дополнение к 19 979 долларам от продаж домашнего видео.

## Критика
На агрегаторе отзывов Rotten Tomatoes фильм получил рейтинг одобрения 84%, основанный на 129 отзывах, со средним рейтингом 7,08/10. Критический консенсус веб-сайта гласит: «Пазл» превосходит свою причудливую предпосылку честными эмоциями. На сайте Metacritic он имеет средневзвешенную оценку 66 из 100, основанную на 36 критиках, что указывает на в целом благоприятные отзывы.